# 野村佑香
野村 佑香（のむら ゆうか、1984年3月20日 - ）は、日本の女優、モデル。カレーラ所属。
神奈川県横浜市出身。妹が1人いる。東京高等学校を経て、成城大学文芸学部ヨーロッパ文化学科卒業。

## 来歴
3歳から子役モデルとして活動し、1993年からスペースクラフトに所属。1995年、テレビドラマ『木曜の怪談』シリーズ（フジテレビ系）に出演し、少女向けファッション雑誌『ニコラ』ではモデル活動をしてジュニアモデルあるいはジュニアアイドル（「チャイドル」）ブームの先駆けになり、ティーンエイジャー少女らに彼女のファッションスタイルが流行る。
1997年3月、体操服／ブルマーやセーラー服を着用した女子中学生の集団が奇抜な台詞や振り付けと共に真正面から歩いてくる映像が話題となった『ねるじぇら』のテレビCMでセンターに立つ。ねるじぇらのアイスと共にテレビCMも人気となり、各所で『ねるじぇら』のテレビCMのパロディが行われる。
1999年、アンティノスレコードから『ペイン』『セキララ』の2枚のシングルをリリースして歌手として活動する。
2002年、成城大学へ一般入試で入学。入学後は仕事量を徐々に減少させ、2004年の舞台『GOOD』以降活動を中止する。2005年春に現在の所属事務所へ移籍、学業専念の時期が続いた。
2007年1月公開の『子宮の記憶 ここにあなたがいる』で女優業に復帰。2006年11月27日の披露完成試写会で舞台挨拶を行い、公の場に姿を現す。
2007年7月19日、公式ブログ『nomulabo』を開設。2009年9月15日、公式ブログ「ゆるマクロビLifeブログ佑食」を開設。2016年4月、公式ブログをLINEブログに移転統合。
2011年9月6日、1歳年上の一般男性と結婚。同年10月16日に挙式・披露宴を行った。2016年5月12日、第1子妊娠を公表、9月29日に第1子女児を出産。2018年9月19日、第2子妊娠を報告。2019年2月5日、第2子女児を出産。

## 人物
- 趣味は読書、バレエ、ジャズダンス。
- DIYが得意で自宅のリフォームを自分で行った。また、小金沢昇司の自宅でリフォームを手がけた[13]。

## 出演

### テレビドラマ
- ブルースワット 第25・26・29話（1994年7月 - 8月、テレビ朝日） - 遠藤敦子 役
- 僕らに愛を! 第2話（1995年4月、フジテレビ）
- ハートにS「愛ちゃんの憂鬱」（1995年5月、フジテレビ）
- 日曜劇場「パパ・サヴァイバル」（1995年7月 - 9月、TBS） - 佐伯みなみ 役
- 木曜の怪談「怪奇倶楽部〜小学生編」（1995年10月 - 1996年3月、フジテレビ） - 紺野エリカ 役
- 木曜の怪談「怪奇倶楽部〜中学生編」（1996年4月 - 9月、フジテレビ） - 紺野エリカ 役
- 新・木曜の怪談「怪奇倶楽部〜学校の七不思議編」（1996年10月 - 11月、フジテレビ） - 紺野エリカ 役
- いいひと。（1997年4月 - 6月、関西テレビ）
- 木曜の怪談'97「妖怪新聞」（1997年5月 - 9月、フジテレビ） - スミカ 役
- 土曜グランド劇場「三姉妹探偵団」（1998年1月 - 3月、日本テレビ） - 佐々本珠美 役
- 金曜エンタテイメント「チャイドルママの事件簿 南紀白浜幽霊殺人事件」（1998年5月、フジテレビ） - 大賀雛子 役
- 入道雲は白 夏の空は青（1998年8月、日本テレビ） - 片桐ひなた 役
- 麻意ちゃん、やさしさをありがとう（1998年9月、TBS）
- 月曜ドラマ・イン「チェンジ!」（1998年10月 - 12月、テレビ朝日） - 神崎さおり 役
- けろりの道頓（1999年1月、関西テレビ） - お安 役
- 木曜劇場「らせん」（1999年7月 - 9月、フジテレビ） - 西島久美子 役
- バカヤロー!1999 ニッポン人の怒り爆発 ストレス解消3連発 「ユーモアって何だ!?」（1999年9月26日、日本テレビ）
- the last 10months〜10ヶ月〜（2000年10月、日本テレビ） - 元倉美奈 役
- 史上最悪のデート 第1話（2000年12月、日本テレビ） - 祐子 役
- 金曜時代劇「山田風太郎 からくり事件帖-警視庁草紙より-」（2001年9月 - 11月、NHK総合） - お縫 役
- 土曜ナイトドラマ「女と男と物語」 第6話（2003年2月、ABC） - くるみ 役
- 月曜ドラマシリーズ「麻婆豆腐の女房」 第4・5話（2003年6月、NHK総合）
- 土曜ナイトドラマ「珍山荘ホテル」 第9話（2003年6月、ABC） - 桜田桃子 役
- 木曜時代劇「陽炎の辻〜居眠り磐音 江戸双紙〜」 第5話（2007年8月、NHK総合） - 野依 役
- 土曜ナイトドラマ「初恋net.com〜忘れられない恋のうた〜」（2007年11月 - 12月、ABC） - 緑子 役
- SMAP×SMAP特別編 ザッツ・ジャパニーズ・エンターテインメント「甦る日本映画黄金期」（2008年5月5日、関西テレビ・フジテレビ）
- 救命病棟24時 第6話（2009年9月15日、フジテレビ） - 上川由梨 役
- ハンチョウ〜神南署安積班〜シリーズ2 第5話（2010年2月8日、TBS） - 通訳・浜野ひとみ 役
- 土曜ワイド劇場「終着駅シリーズ26 殺意の奔流」（2012年10月27日、テレビ朝日） - 田所瞳 役
- 潔子爛漫〜きよこらんまん〜（2013年10月、東海テレビ） - 夕、かほる 役（2役）
- 金曜プレステージ「浅見光彦シリーズ49 不等辺三角形」（2014年1月17日、フジテレビ） - 正岡美誉 役
- 松本清張ミステリー時代劇 第12話「町の島帰り」（2015年9月15日、BSジャパン） - お時 役
- 科捜研の女 第15シリーズ 第13話（2016年2月25日、テレビ朝日） - 友坂梨香 役
- 月曜ゴールデン「刑事夫婦2」（2016年3月7日、TBS） - 篠田深雪 役
- 立花登青春手控え 第5回（2016年6月10日、NHK BSプレミアム） - おちか 役
- 相棒 season19 第9話（2020年12月9日、テレビ朝日） - 矢坂美月 役
- 浅草ラスボスおばあちゃん 第7話（2025年8月16日、東海テレビ・フジテレビ） - 有野愛 役[14]

### 情報・バラエティ
- おはスタ（テレビ東京）
- 奇跡体験!アンビリバボー（1997年10月 - 2000年3月、フジテレビ）2008年1月10日の10周年スペシャルにもゲスト出演。
- 僕たちは昭和を生きた（2014年04月12日 - 2016年03月26日、BS-TBS）全73回中、4・5・6・7・9・25 - 30・47・48回を除き出演。
- おとなの基礎英語（2015年3月30日 - 2016年4月1日、NHK Eテレ） - スキットドラマ出演・加藤純 役
- みんなのニュース「うちのパパママ」（2015年4月  - 2016年 、フジテレビ） - ナレーション
- 明日をまもるナビ（2022年10月23日、NHK総合）- 「新潟県中越地震から18年 地震の教訓を今に」出演・レポーターほか

### ドキュメンタリー
- ハリー・ポッター イギリス魔法界紀行（2001年4月27日、NHK-BS2）
- キヤノンスペシャル「未来都市江戸 〜時空の花園〜」（2003年3月23日、テレビ朝日）
- ぐるっと長靴4000キロ〜イタリア半島　港町巡り〜（2011年1月5日・6日、NHK-BSハイビジョン）
- ぐるっと北欧5000キロ〜スカンディナビア半島・港町巡り〜（2011年7月26日・27日、NHK BSプレミアム）
- ぐるっとイギリス3500キロ（2012年5月30日・31日、NHK BSプレミアム）
- ぐるっとマレー半島5200キロ 海のシルクロードをゆく（2013年4月28日・5月5日、NHK BSプレミアム）
- ぐるっとインドシナ半島3000キロ 豊かさと悲しみの大地をゆく（2013年8月8日・8月15日、NHK BSプレミアム）
- ぐるっと黒海4000キロ アジアと欧州の交差点を行く（2014年1月17日・1月25日、NHK BSプレミアム）
- ぐるっとブラジル6000キロ〜熱狂の楽園を行く〜（2014年6月7日・10日、NHK BSプレミアム）
- ぐるっと地中海4000キロ　衝突と融合の海を行く（2015年1月17日・24日、NHK BSプレミアム）
- この列車で行こう!九州縦断 絶景400キロ（2014年8月24日、BS-TBS） - 旅人[15]
- 朝だ!生です旅サラダ（2015年12月12日、朝日放送）

### ラジオ
- 古本新之輔 ちゃぱらすかWOO!（1997年10月 - 1999年3月、文化放送）
- 野村佑香ハッピー・ミュージック・ストリート（2000年1月 - 3月、JFN系列）
- ON THE WAY COMEDY 道草　Vol.191「パピーな時間」（2005年8月8日 - 8月11日、TOKYO FM） - 橋本美和 役
- 貫地谷しほりのラジオ劇団・小さな奇跡 「同窓会」（2010年2月22日 - 25日、TOKYO FM） - 佐藤景子 役
- SOUNDS OF STORY〜ASADA JIRO LIBRARY〜　「花の咲く部屋」（2013年11月16日、J-WAVE）[16]

### 映画
- 仮面ライダーJ（1994年、東映） - 木村加那 役[4]
- あした（1995年、東宝） - 原田法子の少女時代 役
- 新生 トイレの花子さん（1998年、東映） - 安城みゆき 役
- 女学生の友（2001年、BS-i・東宝） - 松村梓 役
この映画の中で共演者の山﨑努と入浴するシーンは大変話題となった。
- マネーざんす・監金（2001年、東映）
- 茶の味（2004年、クロックワークス・レントラックジャパン） - 東京ドンビコンビ・女（コンビ） 役
- 子宮の記憶 ここにあなたがいる（2007年、トルネード・フィルム） - 桜井美佳 役
- 想いを、あなたへ。〜打上げ花火〜（2007年、ネットシネマ） - 実花 役
- 山のあなた〜徳市の恋〜（2008年、東宝） - 光子 役
- 白ゆき姫殺人事件（2014年） - 島田彩 役

### ゲーム
- サクラ大戦2 〜君、死にたもうことなかれ〜（1998年、セガ） - 野々村つぼみ 役

### 舞台
- サクラ大戦〜花咲く乙女〜（1998年4月 - 5月）
- スサノオ〜神の剣の物語〜（2002年5月 - 6月）
- 1989（2003年2月）
- GOOD（2004年2月 - 3月）
- 鳥瞰図-ちょうかんず-（2008年6月・2011年5月・6月、新国立劇場） - ミオ 役
- エヴリデイ・エヴリナイト（2008年10月、深川江戸資料館小劇場） - 主演・加倉井結華 役
- 内藤新宿（2010年4月）
- 隣人予報（2013年4月4日 - 7日、ザムザ阿佐ヶ谷）

### CM
- パロマ・ぐるりんぱ（1994年）
- サークルK・サークルKのクリスマス（1994年）
- マツダ・ファミリア（1994年 - 1995年）草刈正雄と共演。
- 小学館・ちゃお（1994年 - 1995年）
- 花王・メリット（1995年）
- 三菱地所
  - セントラル冷暖房換気の家（1996年）
  - アセットエアロテック（1997年 - 1998年）
- 雪印乳業
  - 北海道バター（1996年 - 1997年）
  - ねるじぇら（1997年 - 1998年）
- バンダイ
  - スーパーノートクラブ（1997年 - 1998年）
  - スーパーノートクラブμ（1998年 - 1999年）
- アスキーサムシンググッド・ウェブマネー（1998年）
- ナショナル自転車・ガチャリンコII（1998年 - 1999年）
- ハウス食品
  - オーザック（1999年 - 2000年）
  - 冷しゃぶドレッシング（2000年）かとうかず子と共演。
  - プリンエル（2001年）
  - ゼリエース（2001年）
  - 黒ごまプリン（2001年）
- タウ・企業（2005年）
- ロッテ・ACUO（2008年）伊勢谷友介と共演。

### スチール
- 平成11年度「秋の全国火災予防運動」（1999年、消防庁）
- 平成11年度「春の全国火災予防運動」（2000年、消防庁）
- 平成13年度「労働保険適用促進月間」（2001年、厚生労働省）

## 音楽

### シングル
|          | 発売日        | タイトル        | 規格品番  | 収録曲                                                  | 順位                                                              |
| -------- | ------------- | --------------- | --------- | ------------------------------------------------------- | ----------------------------------------------------------------- |
| ユニット | 1997年6月10日 | WAKE UP, GIRLS! | WPD6-9140 | 1. WAKE UP, GIRLS! 2. WAKE UP, GIRLS!（KARAOKE）        | 前田愛・浜丘麻矢・大村彩子と野村によるPretty Chat名義のシングル。 |
| 1st      | 1999年9月22日 | ペイン          | ARCJ-109  | 1. ペイン 2. リバー 3. ペイン（acoustic version）       | 初回限定スリーブケース仕様 CDエクストラ仕様                       |
| 2nd      | 1999年12月1日 | セキララ        | ARCJ-118  | 1. セキララ 2. 青空の夜 3. セキララ（acoustic version） | CDエクストラ仕様 福岡放送『所的蛇足講座』エンディングテーマ曲     |

＊アルバムのリリースは無し。

## 書籍
- 野村佑香のかわいくなりたい!（1996年、芸神出版社）
- yuuka!まるごと野村佑香（1997年、新潮社）
- 野村佑香のラブリーニット小もの（1999年、日本ヴォーグ社）
- ぐるっとイタリア4000キロ! 船でめぐった港町（2015年、イースト・プレス）

### 写真集
- ao i sora（1997年、集英社）
- tag（1999年、ワニブックス）